# Elize Ryd
Elize Ryd (Värnamo, 15 oktober 1984) is een Zweedse sopraanzangeres, componist en tekstschrijver. Ze staat bekend als de zangeres van de band Amaranthe. Verder verzorgt/verzorgde ze de gastzang voor Kamelot tijdens hun tournees en in de studio.

## Carrière

### Begin
Elize begon haar zangcarrière met het opnemen van de achtergrondzang voor de power metal band Falconer voor hun derde en vierde album in 2003 en 2005. Later ontmoette ze Jake E. Lundberg in een club in Göteborg. Hij vroeg haar om vocals op te nemen voor "Fade Away" (een lied van Dreamland, zijn band toentertijd). Jake E. stelde haar voor aan Olof Mörck, die haar verzocht samen te werken met zijn band Dragonland, waar ze mee akkoord ging en de zang verzorgde op 3 liedjes van Dragonland's vierde album "Astronomy". Rond deze tijd kwam Elize, via de Finse symphonische metalband Nightwish, in aanmerking als vervangster voor Tarja Turunen, alhoewel er nog niets vast stond. Ze vertelde in een interview dat ze toentertijd nog niet zo veel ervaring had en dat ze niet bekend was in de muziekindustrie. Echter, na een 3-jaar-durende studie bij een muziekschool in Göteborg, nodigden Olof en Jake haar uit om als de hoofdzangeres deel uit te maken van hun band Avalanche, waarvan de naam later in Amaranthe werd veranderd vanwege juridische redenen.

### Amaranthe

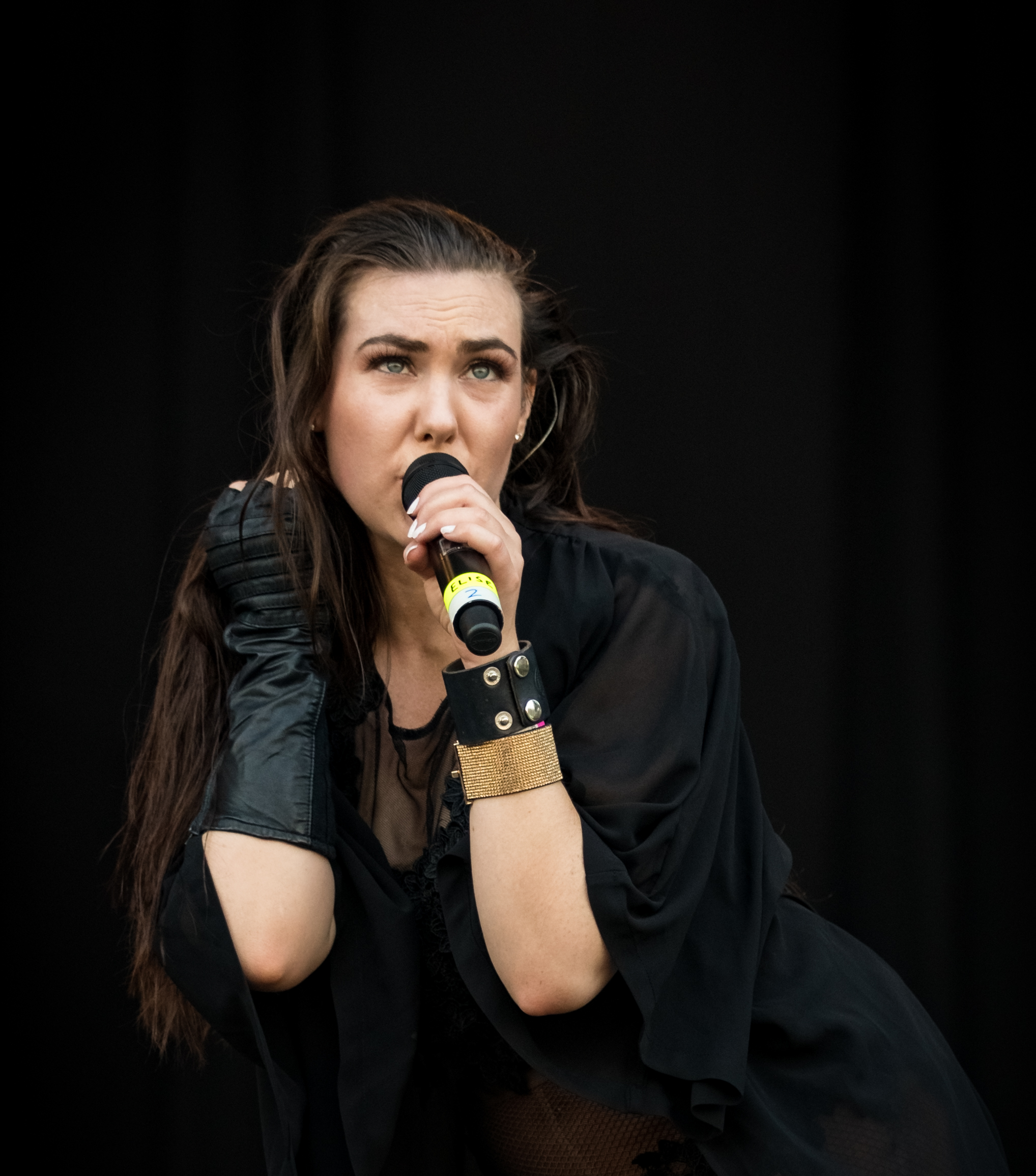
Elize Ryd - Wacken Open Air 2018

Begin 2009, bracht Amaranthe hun eerste EP, "Leave Everything Behind", uit. Begin 2011 verscheen hun eerste single "Hunger", alvorens ze hun debuutalbum Amaranthe uitbrachten. Bij dit album werden 2 muziekvideo's uitgebracht, eentje voor "Hunger" en eentje voor "Amaranthine". De 2 video's werden allebei geregisseerd door Patric Ullaeus en Revolver Films. Er werd ook een video geschoten voor "1.000.000 Lightyears", de vierde en laatste single van hun debuutalbum.
Op 25 januari 2013, bracht Amaranthe een nieuwe single uit, "The Nexus" genaamd, inclusief een bijbehorende muziekvideo, waarbij ze aankondigden dat ze een nieuw album, "The Nexus" genaamd, op verschillende data in maart 2013 zouden uitbrengen, beginnend met Japan op 13 maart.

### Kamelot
Tussen 2011 en 2012 in, voegde Elize zich bij Kamelot als 1 van hun primaire tour vocalisten, en als gastzangeres op hun tiende album "Silverthorn" (op de tracks "Sacrimony (Angel of Afterlife)" (met Alissa White-Gluz van de Zweedse band Arch Enemy), "Veritas" en "Falling Like the Fahrenheit"). Ook verscheen ze in de video van "Sacrimony".
Op 28 september 2012 trad Elize, samen met Alissa White-Gluz, op tijdens een eenmalig concert van Nightwish in Denver, toen hun toenmalige zangeres Anette Olzon noodgedwongen naar het ziekenhuis moest.

### Recente samenwerkingen
Sinds de explosieve populariteit van Amaranthe, verscheen Elize op liedjes van vele verschillende artiesten, waarmee ze voorheen nog nooit mee had gewerkt. Zo waren er, in 2011, 3 opmerkelijke samenwerkingen, die allemaal commercieel werden uitgebracht. Dit waren o.a. gastvocals voor de Zweedse rockband Takida op hun "The Burning Heart" en de EP "Life is Already Fading" (uitgebracht in september 2011) van Renegade Five. Net als de overige 2 vocalisten van Amaranthe (Jake E. en Andreas Solveström), verscheen Elize op het vijfde album van Dragonland, getiteld "Under the Grey Banner".
In 2012, deed Elize de gastvocals op de debuutsingle "Evolution" van het muziekproject Dreamstate, opgericht door Takida gitarist Tomas Wallin.
In 2013, verzorgde Elize de gastvocals op het metal opera album "The Land of New Hope" (waarin ze het hoofdpersonage is) van Avalon, een project van de Finse muzikant Timo Tolkki. Het album werd uitgebracht op 17 mei 2013.
In 2019, verscheen Elize in een aflevering van Gear Gods, waarin ze met Trey Xavier, de zanger en gitarist van de band In Virtue, een liedje schreef en opnam.

## Discografie

### Singles
met Amaranthe
- "Hunger" (2011)
- "Rain" (2011)
- "Amarathine" (2011)
- "1.000.000" Lightyears (2012)
- "The Nexus" (2013)
- "Burn With Me" (2013)
- "Invincible" (2013)
- "Drop Dead Cynical" (2014)
- "Trinity" (2014)
- "Digital World" (2015)
- "True" (2015)
- "That Song" (2016)
- "Fury" (2016)
- "Maximize" (2016)
- "365" (2018)
- "Army of the Night" (Powerwolf cover) (2018)
- "Countdown" (2018)
- "Inferno" (2018)
- "Dream" (2019)
- "Helix" (2019)
- "GG6" (2019)
- "82nd All the Way" (Sabaton cover) (2020)
- "Do or Die" (2020)
- "Viral" (2020)
- "Strong" (2020)
- "Archangel" (2020)
- "Fearless" (2020)
- "BOOM!1" (2020)

met Kamelot
- "Sacrimony (Angel of Afterlife)" (2012)

met Timo Tolkki's Avalon
- "Enshrined in My Memory" (2013)

met Dreamstate
- "Evolution" (2012)

met Rickard Söderberg voor Melodifestivalen 2015
- "One By One" (2015)

met Arion
- "At the Break of Dawn" (2016)

### Albums
met Amaranthe
- "Leave Everything Behind" (EP, 2009)
- "Amaranthe" (2011)
- "The Nexus" (2013)
- "Massive Addictive" (2014)
- "Maximalism" (2016)
- "Helix" (2018)
- "Manifest" (2020)
- "The Catalyst" (2024)

met Kamelot
- "Silverthorn" (2012)

met Falconer
- "The Sceptre of Deception" (2003)
- "Grime vs. Grandeur" (2005)

met Dreamland
- "Future's Calling" (2005)

met Dragonland
- "Astronomy" (2006)
- "Under the Grey Banner" (2011)

met Houston
- "Relaunch" (2011)

met Takida
- "The Burning Heart" (2011)

met Renegade Five
- "Nxt Gen" (2011)

met Timo Tolkki's Avalon
- "The Land of New Hope" (2013)
- "Angels of the Apocalypse" (2014)

met Raskasta Joulua
- "Raskasta Joulua" (2013)
- "Raskasta Joulua 2" (2014)
- "Rakgnarok Juletide" (2014)

met Crossnail
- "Sand of Time" (2015)

met Karmaflow
- "Karmaflow" (2015)

met Smash Into Pieces
- "The Apocalypse DJ" (2015)

met Nergard
- "A Bit Closer to Heaven" (2015)

met Gus G
- "Brand New Revolution" (2015)

met Docker's Guild
- "The Heisenberg Diaries - Book A: Sounds of Future Past" (2016)